# Panajótisz Koné
Panajótisz Jeórjiosz Koné (görögül: Παναγιώτης Γεώργιος Κονέ) (Tirana, 1987. július 26. –) görög válogatott labdarúgó, jelenleg a Bologna játékosa. Posztját tekintve támadó középpályás.

## Külső hivatkozások
- Panajótisz Koné a national-football-teams.com honlapján